# George Morland
George Morland (Londra, 26 giugno 1763 – 29 ottobre 1804) è stato un pittore inglese.

## Biografia
Sia suo nonno (George H. Morland) che suo padre (Henry Robert Morland c. 1719 – 1797), erano entrambi pittori. I suoi schizzi prodotti durante la fanciullezza vennero mostrati al pubblico durante alcune esibizioni anche alla Royal Academy of Arts,  alla Free Society of Artists e alla Society of Artists (fondata a maggio 1761). Rifiutò una generosa offerta di impiego da parte di George Romney, nel 1785 viaggiò in Francia e l'anno seguente sposò Anne la sorella di William Ward.
In seguito la sua situazione finanziaria diventò disastrosa e più di una volta dovette fuggire dai creditori, quando fu arrestato (il 19 ottobre 1804) cercò dipingendo di pagare i suoi debiti ma venne colto da un malore e morì pochi giorni dopo. La notizia della sua morte fu per la moglie disastrosa portandola dopo tre giorni alla morte. I loro corpi furono sepolti nella cappella di St. James.